# Liste der Monuments historiques in Aigremont (Haute-Marne)
Die Liste der Monuments historiques in Aigremont führt die Monuments historiques in der französischen Gemeinde Aigremont auf.

## Liste der Immobilien
| Bezeichnung         | Beschreibung                    | Standort          | Kennzeichnung | Schutzstatus | Datum | Bild |
| ------------------- | ------------------------------- | ----------------- | ------------- | ------------ | ----- | ---- |
| Kirche St-Sébastien | aus dem 13. und 16. Jahrhundert | Grande-Rue (Lage) | PA00078932    | Inscrit      | 1926  |      |

## Liste der Objekte
| Bezeichnung                          | Beschreibung                                                           | Standort                          | Kennzeichnung | Schutzstatus | Datum | Bild |
| ------------------------------------ | ---------------------------------------------------------------------- | --------------------------------- | ------------- | ------------ | ----- | ---- |
| Grabsteine der Familie de Choiseul   | Ensemble aus PM52001353 bis PM52001355                                 | in der Kirche St-Sébastien (Lage) | PM52000002    | Classé       | 1908  |      |
| Grabstein für Pierre de Choiseul     | Kalkstein, bezeichnet 1527                                             | in der Kirche St-Sébastien (Lage) | PM52001353    | Classé       | 1908  |      |
| Grabstein für Philibert de Choiseul  | Kalkstein, bezeichnet 1570                                             | in der Kirche St-Sébastien (Lage) | PM52001354    | Classé       | 1908  |      |
| Grabstein für Antoinette de Fouchyer | Kalkstein, um 1575                                                     | in der Kirche St-Sébastien (Lage) | PM52001355    | Classé       | 1908  |      |
| Skulptur Heiliger Sebastian          | Holz, farbig gefasst, 17. Jahrhundert                                  | in der Kirche St-Sébastien (Lage) | PM52000004    | Classé       | 1963  |      |
| Chorbank                             | Holz, nicht datiert                                                    | in der Kirche St-Sébastien (Lage) | PM52001912    | Inscrit      | 2008  |      |
| Skulptur Erzengel Michael            | Holz, farbig gefasst, 17. Jahrhundert                                  | in der Kirche St-Sébastien (Lage) | PM52000003    | Classé       | 1963  |      |
| Rosenkranzaltar und Herz-Jesu-Altar  | linker und rechter Seitenaltar; Holz, farbig gefasst, nicht datiert    | in der Kirche St-Sébastien (Lage) | PM52001911    | Inscrit      | 2007  |      |
| Reliquienskulpur Heiliger Sebastian  | Silber, 1580; in der Schatzkammer der Kathedrale von Langres deponiert | in der Kirche St-Sébastien (Lage) | PM52000001    | Classé       | 1908  |      |